# Bruce Fowler (Posaunist)
Bruce Lambourne Fowler (* 10. Juli 1947 in Salt Lake City, Utah) ist ein US-amerikanischer Posaunist und Komponist.

## Leben
Bruce Fowler wuchs in einer musikalischen Familie auf, als Sohn des Jazzpädagogen William L. Fowler und Bruder der Musiker Walt Fowler und Tom Fowler. Er wurde vor allem bekannt durch seine Mitwirkung an Schallplatten von Frank Zappa und den Mothers of Invention. Zu hören ist er auf insgesamt 24 Alben, die zwischen 1973 und 1988 eingespielt wurden, darunter Over-Nite Sensation, Apostrophe (’), Roxy & Elsewhere sowie Bongo Fury, das Zappa mit Captain Beefheart einspielte. Bei Beefheart wirkte er an Plattenproduktionen wie Shiny Beast (Bat Chain Puller) (1978), Doc at the Radar Station (1980) und I’m Going To Do What I Wanna Do: Live at My Father’s Place (1978) mit.
Fowler war auch Mitglied der Formation „The Fowler Brothers Band“, die er mit seinen Brüdern Steve, Tom und Ed Fowler gegründet hatte. Gemeinsam mit Gastmusikern entstanden die Alben Breakfast for Dinosaurs (1988) und Hunter (1993). In dieser Zeit nahm Fowler auch unter eigenem Namen die Alben Ants Can Count (1990), Entropy (1993) sowie Synthetic Division (1995) auf. Außerdem war er an Aufnahmen von Jazzmusikern wie Woody Herman 1969, George Duke (I Love the Blues, She Heard Me Cry, 1974),  Joey Sellers (Pastels, Ashes, 1991), Vinny Golia, Billy Childs, Eric Clapton (2006) sowie der Ladd McIntosh Big Band beteiligt.
In Robert Altmans Film Short Cuts gehörte Fowler zum Low Note Quintet, das Annie Ross begleitete. In späteren Jahren arbeitete er als Komponist und Arrangeur für Filmmusiken und dirigierte dabei auch Studioorchester.
Fowler erhielt 2007 den Film & TV Music Award für seine Leistungen in der Filmmusik.